# Soudley
Soudley est un village du Gloucestershire, en Angleterre.